# Соната для фортепіано № 30 (Бетховен)
Соната для фортепіано №30 Л. ван Бетховена мі мажор, op. 109. Написана в 1820 році і присвячена Максиміліані Брентано.
Складається з 3-х частин:
1. Vivace ma non troppo — Adagio expressivo
2. Prestissimo
3. Andante, molto cantabile con expressivo.

Ця соната належить до сонат Бетховена типу фантазії, що відрізняються вільнішим трактуванням музичної форми. Перша частина — один з небагатьох прикладів у творчості Бетховена, де головна і побічна партія написані в різних темпах (Vivace ma non troppo та Adagio expressivo). Друга частина, написана також в формі сонатного алерго — енергійна, рішуча і лаконічна. Третя частина являє собою тему з варіаціями.